# ذي سوادة (ذي السفال)

تعديل مصدري - تعديل

ذي سوادة هي إحدى قرى عزلة ريده ورياد بمديرية ذي السفال التابعة لمحافظة إب، بلغ تعداد سكانها 712 نسمة حسب تعداد اليمن لعام 2004.